# Wahlkreis Limburg-Weilburg I

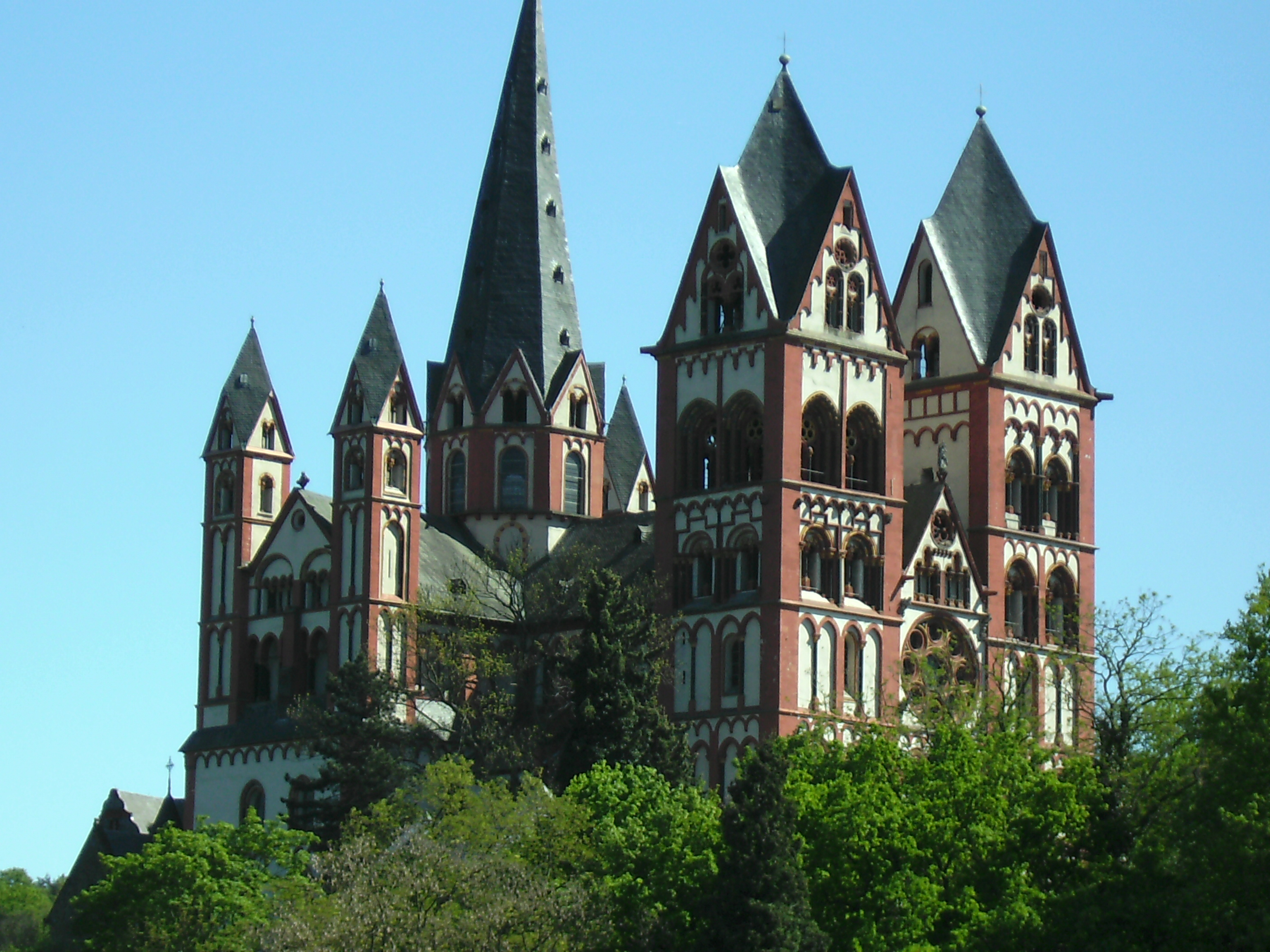
Der Limburger Dom

Der Wahlkreis Limburg-Weilburg I (Wahlkreis 21) ist einer von zwei Landtagswahlkreisen im hessischen Landkreis Limburg-Weilburg. Der Wahlkreis umfasst die Städte und Gemeinden Brechen, Dornburg, Elbtal, Elz, Hadamar, Hünfelden, Limburg an der Lahn und Waldbrunn (Westerwald) im westlichen Teil des Landkreises.
Wahlberechtigt waren bei der letzten Landtagswahl 65.254 der rund 88.000 Einwohner des Wahlkreises. Der Wahlkreis gilt als CDU-Hochburg.
Der Wahlkreis besteht in seiner jetzigen Form seit dem 1. Januar 1983, davor gehörten die den heutigen Wahlkreis Limburg-Weilburg I bildenden Städte und Gemeinden zusammen mit einigen heute zum Wahlkreis Limburg-Weilburg II zählenden Ortschaften zum Wahlkreis 22.

## Wahl 2023
| Landtagswahl in Hessen 2023 – WK Limburg-Weilburg IZweitstimmen %50403020100 41,1 %21,4 %11,7 %10,9 %5,1 %3,3 %1,7 %1,5 %3,3 % CDUAfDSPDGrüneFDPFWLinkeTierschutzSonst.Gewinne und Verlusteim Vergleich zu 2018 %p 8 6 4 2 0 −2 −4 −6+7,4 %p+7,3 %p−5,3 %p−4,8 %p−3,8 %p−0,6 %p−2,2 %p+0,7 %p+1,2 %pCDUAfDSPDGrüneFDPFWLinkeTierschutzSonst. |

| Gegenstand der Nachweisung | Gegenstand der Nachweisung | Erst- stimmen | Erst- stimmen | Zweit- stimmen | Zweit- stimmen |
| Bewerber                   | Partei                     | Anzahl        | %             | Anzahl         | %              |
| -------------------------- | -------------------------- | ------------- | ------------- | -------------- | -------------- |
| Wahlberechtigte            | Wahlberechtigte            | 63.897        | 63.897        | 63.897         | 63.897         |
| Wähler                     | Wähler                     | 41.501        | 41.501        | 41.501         | 64,9           |
| Ungültige Stimmen          | Ungültige Stimmen          | 603           | 1,5           | 546            | 1,3            |
| Gültige Stimmen            | Gültige Stimmen            | 40.898        | 98,5          | 40.955         | 98,7           |
| davon                      |                            |               |               |                |                |
| Christian Wendel           | CDU                        | 17.846        | 43,6          | 16.838         | 41,1           |
| Sebastian Schaub           | GRÜNE                      | 4.095         | 10,0          | 4.461          | 10,9           |
| Jana Jeuck                 | SPD                        | 5.441         | 13,3          | 4.798          | 11,7           |
| Steffen Beese              | AfD                        | 8.161         | 20,0          | 8.783          | 21,4           |
| Marion Schardt-Sauer       | FDP                        | 2.315         | 5,7           | 2.073          | 5,1            |
| Tobias Henrich             | Die Linke                  | 825           | 2,0           | 715            | 1,7            |
| Diane Yüce                 | Freie Wähler               | 1.624         | 4,0           | 1.336          | 3,3            |
|                            | Tierschutzpartei           |               |               | 603            | 1,5            |
|                            | Die PARTEI                 | 229           | 0,6           |                |                |
|                            | Piraten                    | 92            | 0,2           |                |                |
|                            | ÖDP                        | 71            | 0,2           |                |                |
|                            | P. f. schulm. Verjf.       | 13            | 0,0           |                |                |
|                            | V-Partei³                  | 135           | 0,3           |                |                |
|                            | PdH                        | 54            | 0,1           |                |                |
|                            | ABG                        | 49            | 0,1           |                |                |
|                            | APPD                       | 16            | 0,0           |                |                |
| Leo Puddo                  | Basis                      | 246           | 0,6           | 239            | 0,6            |
|                            | DKP                        |               |               | 15             | 0,0            |
|                            | DIE NEUE MITTE             | 19            | 0,0           |                |                |
| Niklas Debusmann           | Volt                       | 345           | 0,8           | 355            | 0,9            |
|                            | Klimaliste                 |               |               | 61             | 0,1            |

## Wahl 2018
| Gegenstand der Nachweisung  | Gegenstand der Nachweisung | Wahlkreis- stimmen | Wahlkreis- stimmen | Landes- stimmen | Landes- stimmen |
| Kreiswahlbewerber/in        | Partei                     | Anzahl             | %                  | Anzahl          | %               |
| --------------------------- | -------------------------- | ------------------ | ------------------ | --------------- | --------------- |
| Wahlberechtigte             | Wahlberechtigte            | 64.164             | 100,0              | 64.164          | 100,0           |
| Wähler                      | Wähler                     | 41.090             | 64,0               | 41.090          | 64,0            |
| Ungültige Stimmen           | Ungültige Stimmen          | 1.248              | 3,0                | 1.059           | 2,6             |
| Gültige Stimmen             | Gültige Stimmen            | 39.842             | 100,0              | 40.031          | 100,0           |
| davon                       |                            |                    |                    |                 |                 |
| Joachim Veyhelmann          | CDU                        | 13.676             | 34,2               | 13.472          | 33,7            |
| Viktoria Spiegelberg-Kamens | SPD                        | 7.755              | 19,5               | 6.792           | 17,0            |
| Sebastian Schaub            | GRÜNE                      | 5.106              | 12,8               | 6.282           | 15,7            |
| Harff-Dieter Salm           | LINKE                      | 1.362              | 3,4                | 1.564           | 3,9             |
| Marion Schardt-Sauer        | FDP                        | 3.958              | 9,9                | 3.569           | 8,9             |
| Thomas Crecelius-Lamboy     | AfD                        | 5.212              | 12,1               | 5.641           | 14,1            |
| –                           | PIRATEN                    | x                  | x                  | 89              | 0,2             |
| Georg Horz                  | FREIE WÄHLER               | 2.366              | 5,9                | 1.550           | 3,9             |
| –                           | NPD                        | x                  | x                  | 82              | 0,2             |
| Mario Bouffier              | Die PARTEI                 | 407                | 1,0                | 283             | 0,7             |
| –                           | ÖDP                        | x                  | x                  | 47              | 0,1             |
| –                           | Die Grauen                 | x                  | x                  | 57              | 0,1             |
| –                           | BüSo                       | x                  | x                  | 2               | 0,0             |
| –                           | AD-Demokraten              | x                  | x                  | 29              | 0,1             |
| –                           | Bündnis C                  | x                  | x                  | 28              | 0,1             |
| –                           | BGE                        | x                  | x                  | 42              | 0,1             |
| –                           | Die Violetten              | x                  | x                  | 23              | 0,1             |
| –                           | LKR                        | x                  | x                  | 16              | 0,0             |
| –                           | Menschliche Welt           | x                  | x                  | 14              | 0,0             |
| –                           | Die Humanisten             | x                  | x                  | 28              | 0,1             |
| –                           | Gesundheitsforschung       | x                  | x                  | 41              | 0,1             |
| –                           | Tierschutzpartei           | x                  | x                  | 328             | 0,8             |
| –                           | V-Partei³                  | x                  | x                  | 52              | 0,1             |

Neben dem direkt gewählten Wahlkreisabgeordneten Joachim Veyhelmann (CDU) wurde die FDP-Kandidatin Marion Schardt-Sauer über die Landesliste ihrer Partei gewählt. Im Dezember 2022 übernahm Christian Wendel (CDU) das Mandat des ausgeschiedenen Joachim Veyhelmann. 

## Wahl 2013
| Gegenstand der Nachweisung | Gegenstand der Nachweisung | Wahlkreis- stimmen | Wahlkreis- stimmen | Landes- stimmen | Landes- stimmen |
| Kreiswahlbewerber/in       | Partei                     | Anzahl             | %                  | Anzahl          | %               |
| -------------------------- | -------------------------- | ------------------ | ------------------ | --------------- | --------------- |
| Wahlberechtigte            | Wahlberechtigte            | 64.826             | 100,0              | 64.826          | 100,0           |
| Wähler                     | Wähler                     | 45.865             | 70,8               | 45.865          | 70,8            |
| Ungültige Stimmen          | Ungültige Stimmen          | 1.469              | 3,2                | 1.216           | 2,7             |
| Gültige Stimmen            | Gültige Stimmen            | 44.396             | 100,0              | 44.649          | 100,0           |
| davon                      |                            |                    |                    |                 |                 |
| Joachim Veyhelmann         | CDU                        | 22.726             | 51,2               | 21.336          | 47,8            |
| Peter Rompf                | SPD                        | 13.023             | 29,3               | 11.792          | 26,4            |
| Marion Schardt             | FDP                        | 1.487              | 3,3                | 2.115           | 4,7             |
| Sergej Oster               | GRÜNE                      | 2.517              | 5,7                | 3.230           | 7,2             |
| Harry Herr                 | LINKE                      | 1.676              | 3,8                | 1.661           | 3,7             |
| Hubert Horvath             | FREIE WÄHLER               | 1.224              | 2,8                | 812             | 1,8             |
|                            | NPD                        | x                  | x                  | 539             | 1,2             |
|                            | REP                        | x                  | x                  | 55              | 0,1             |
|                            | PIRATEN                    | x                  | x                  | 705             | 1,6             |
|                            | BüSo                       | x                  | x                  | 8               | 0,0             |
|                            | ADd                        | x                  | x                  | 91              | 0,2             |
|                            | Die Grauen                 | x                  | x                  | 23              | 0,1             |
| Beatrix Diefenbach         | AfD                        | 1.743              | 3,9                | 2.037           | 4,6             |
|                            | AVIP                       | x                  | x                  | 31              | 0,1             |
|                            | LUPe                       | x                  | x                  | 7               | 0,0             |
|                            | ÖDP                        | x                  | x                  | 41              | 0,1             |
|                            | Die PARTEI                 | x                  | x                  | 153             | 0,3             |
|                            | PSG                        | x                  | x                  | 13              | 0,0             |

Joachim Veyhelmann zog als Gewinner des Direktmandats in den Landtag ein. Mit 21,9 % Stimmenvorsprung gehört der Wahlkreis gehört zu den fünf Wahlkreisen mit der deutlichsten Entscheidung.

## Wahl 2009
| Gegenstand der Nachweisung | Gegenstand der Nachweisung | Wahlkreis- stimmen | Wahlkreis- stimmen | Landes- stimmen | Landes- stimmen |
| Bewerber                   | Partei                     | Anzahl             | %                  | Anzahl          | %               |
| -------------------------- | -------------------------- | ------------------ | ------------------ | --------------- | --------------- |
| Wahlberechtigte            | Wahlberechtigte            | 65.254             | 100,0              | 65.254          | 100,0           |
| Wähler                     | Wähler                     | 38.110             | 58,4               | 38.110          | 58,4            |
| Ungültige Stimmen          | Ungültige Stimmen          | 1.015              | 2,7                | 899             | 2,4             |
| Gültige Stimmen            | Gültige Stimmen            | 37.095             | 100,0              | 37.211          | 100,0           |
| davon                      |                            |                    |                    |                 |                 |
| Helmut Peuser              | CDU                        | 19.334             | 52,1               | 17.900          | 48,1            |
| Peter Rompf                | SPD                        | 7.322              | 19,7               | 6.549           | 17,6            |
| Christoph Müller           | FDP                        | 4.918              | 13,3               | 6.447           | 17,3            |
| Simon Lissner              | GRÜNE                      | 2.313              | 6,2                | 3.162           | 8,5             |
| Bernd Steioff              | LINKE                      | 1.715              | 4,6                | 1.606           | 4,3             |
|                            | REP                        | –                  | –                  | 155             | 0,4             |
| Oswald Heftrig             | FREIE WÄHLER               | 1.493              | 4,0                | 921             | 2,5             |
|                            | NPD                        | –                  | –                  | 262             | 0,7             |
|                            | PIRATEN                    | –                  | –                  | 164             | 0,4             |
|                            | BüSo                       | –                  | –                  | 45              | 0,1             |

## Wahl 2008
| Gegenstand der Nachweisung | Gegenstand der Nachweisung | Wahlkreis- stimmen | Wahlkreis- stimmen | Landes- stimmen | Landes- stimmen |
| Bewerber                   | Partei                     | Anzahl             | %                  | Anzahl          | %               |
| -------------------------- | -------------------------- | ------------------ | ------------------ | --------------- | --------------- |
| Wahlberechtigte            | Wahlberechtigte            | 65.438             | 100,0              | 65.438          | 100,0           |
| Wähler                     | Wähler                     | 39.708             | 60,7               | 39.708          | 60,7            |
| Ungültige Stimmen          | Ungültige Stimmen          | 1.047              | 2,6                | 918             | 2,3             |
| Gültige Stimmen            | Gültige Stimmen            | 38.661             | 100,0              | 38.790          | 100,0           |
| davon                      |                            |                    |                    |                 |                 |
| Helmut Peuser              | CDU                        | 19.570             | 50,6               | 19.100          | 49,2            |
| Hildegard Pfaff            | SPD                        | 10.697             | 27,7               | 10.766          | 27,8            |
| Andreas Pötz               | GRÜNE                      | 2.617              | 6,8                | 1.929           | 5,0             |
| Christoph Müller           | FDP                        | 3.045              | 7,9                | 3.750           | 9,7             |
| Hans-Joachim Mänz          | REP                        | 332                | 0,9                | 270             | 0,7             |
|                            | Die Tierschutzpartei       | –                  | –                  | 204             | 0,5             |
|                            | BüSo                       | –                  | –                  | 13              | 0,0             |
|                            | PSG                        | –                  | –                  | 11              | 0,0             |
|                            | Volksabstimmung            | –                  | –                  | 55              | 0,1             |
|                            | GRAUE                      | –                  | –                  | 47              | 0,1             |
| Reimund Benack             | LINKE                      | 1.296              | 3,4                | 1.572           | 4,1             |
|                            | Die Violetten              | –                  | –                  | 32              | 0,1             |
|                            | FAMILIE                    | –                  | –                  | 114             | 0,3             |
| Oswald Heftrig             | FREIE WÄHLER               | 781                | 2,0                | 497             | 1,3             |
| Maximilian Elser           | NPD                        | 323                | 0,8                | 342             | 0,9             |
|                            | PIRATEN                    | –                  | –                  | 70              | 0,2             |
|                            | UB                         | –                  | –                  | 18              | 0,0             |

## Wahl 2003
| Gegenstand der Nachweisung | Gegenstand der Nachweisung | Wahlkreis- stimmen | Wahlkreis- stimmen | Landes- stimmen | Landes- stimmen |
| Bewerber                   | Partei                     | Anzahl             | %                  | Anzahl          | %               |
| -------------------------- | -------------------------- | ------------------ | ------------------ | --------------- | --------------- |
| Wahlberechtigte            | Wahlberechtigte            | 64.567             | 100,0              | 64.567          | 100,0           |
| Wähler                     | Wähler                     | 41.397             | 64,1               | 41.397          | 64,1            |
| Ungültige Stimmen          | Ungültige Stimmen          | 1.361              | 3,3                | 956             | 2,3             |
| Gültige Stimmen            | Gültige Stimmen            | 40.036             | 100,0              | 40.441          | 100,0           |
| davon                      |                            |                    |                    |                 |                 |
| Helmut Peuser              | CDU                        | 26.352             | 65,8               | 25.086          | 62,0            |
| Hildegard Pfaff            | SPD                        | 10.030             | 25,1               | 8.953           | 22,1            |
| Wolfgang Lippe             | GRÜNE                      | 2.066              | 5,2                | 2.395           | 5,9             |
| Paul Biela                 | FDP                        | 1.588              | 4,0                | 2.812           | 7,0             |
|                            | REP                        | –                  | –                  | 369             | 0,9             |
|                            | Die Tierschutzpartei       | –                  | –                  | 262             | 0,6             |
|                            | DIE FRAUEN                 | –                  | –                  | 106             | 0,3             |
|                            | PBC                        | –                  | –                  | 63              | 0,2             |
|                            | DKP                        | –                  | –                  | 31              | 0,1             |
|                            | ödp                        | –                  | –                  | 31              | 0,1             |
|                            | BüSo                       | –                  | –                  | 24              | 0,1             |
|                            | FAG Hessen                 | –                  | –                  | 48              | 0,1             |
|                            | PSG                        | –                  | –                  | 9               | 0,0             |
|                            | Schill                     | –                  | –                  | 252             | 0,6             |

## Wahl 1999
| Gegenstand der Nachweisung | Gegenstand der Nachweisung | Wahlkreis- stimmen | Wahlkreis- stimmen | Landes- stimmen | Landes- stimmen |
| Bewerber                   | Partei                     | Anzahl             | %                  | Anzahl          | %               |
| -------------------------- | -------------------------- | ------------------ | ------------------ | --------------- | --------------- |
| Wahlberechtigte            | Wahlberechtigte            | 63.352             | 100,0              | 63.352          | 100,0           |
| Wähler                     | Wähler                     | 41.691             | 65,8               | 41.691          | 65,8            |
| Ungültige Stimmen          | Ungültige Stimmen          | 983                | 2,4                | 587             | 1,4             |
| Gültige Stimmen            | Gültige Stimmen            | 40.708             | 100,0              | 41.104          | 100,0           |
| davon                      |                            |                    |                    |                 |                 |
| Helmut Peuser              | CDU                        | 24.374             | 59,9               | 24.009          | 58,4            |
| Hildegard Pfaff            | SPD                        | 13.118             | 32,2               | 12.700          | 30,9            |
| Ingrid Beck-Jung           | GRÜNE                      | 1.362              | 3,3                | 1.519           | 3,7             |
| Hans Jürgen Zaborowski     | F.D.P.                     | 904                | 2,2                | 1.367           | 3,3             |
| Günther Heep               | REP                        | 816                | 2,0                | 756             | 1,8             |
|                            | Die Tierschutzpartei       | –                  | –                  | 128             | 0,3             |
|                            | DIE FRAUEN                 | –                  | –                  | 88              | 0,2             |
|                            | PASS                       | –                  | –                  | 28              | 0,1             |
|                            | DKP                        | –                  | –                  | 26              | 0,1             |
|                            | BüSo                       | –                  | –                  | 2               | 0,0             |
|                            | FWG                        | –                  | –                  | 184             | 0,4             |
|                            | PBC                        | –                  | –                  | 35              | 0,1             |
|                            | DHP                        | –                  | –                  | 8               | 0,0             |
|                            | NATURGESETZ                | –                  | –                  | 22              | 0,1             |
|                            | ödp                        | –                  | –                  | 26              | 0,1             |
|                            | NPD                        | –                  | –                  | 56              | 0,1             |
| Jürgen Distler             | BFB-Die Offensive          | 134                | 0,3                | 150             | 0,4             |

## Wahl 1995
| Gegenstand der Nachweisung | Gegenstand der Nachweisung | Wahlkreis- stimmen | Wahlkreis- stimmen | Landes- stimmen | Landes- stimmen |
| Bewerber                   | Partei                     | Anzahl             | %                  | Anzahl          | %               |
| -------------------------- | -------------------------- | ------------------ | ------------------ | --------------- | --------------- |
| Wahlberechtigte            | Wahlberechtigte            | 62.675             | 100,0              | 62.675          | 100,0           |
| Wähler                     | Wähler                     | 38.615             | 61,6               | 38.615          | 61,6            |
| Ungültige Stimmen          | Ungültige Stimmen          | 1.132              | 2,9                | 770             | 2,0             |
| Gültige Stimmen            | Gültige Stimmen            | 37.483             | 100,0              | 37.845          | 100,0           |
| davon                      |                            |                    |                    |                 |                 |
| Hildegard Pfaff            | SPD                        | 13.283             | 35,4               | 12.930          | 34,2            |
| Helmut Peuser              | CDU                        | 20.257             | 54,0               | 19.672          | 52,0            |
| Senta Seip                 | GRÜNE                      | 2.269              | 6,1                | 2.424           | 6,4             |
| Walter Keller              | F.D.P.                     | 977                | 2,6                | 1.838           | 4,9             |
|                            | ÖDP                        | –                  | –                  | 57              | 0,2             |
|                            | GRAUE                      | –                  | –                  | 81              | 0,2             |
|                            | REP                        | –                  | –                  | 289             | 0,8             |
|                            | Solidarität                | –                  | –                  | 3               | 0,0             |
| Georg Königstein           | APD                        | 368                | 1,0                | 228             | 0,6             |
|                            | DKP                        | –                  | –                  | 29              | 0,1             |
| Werner Wolf                | NPD                        | 255                | 0,7                | 134             | 0,4             |
|                            | DHP                        | –                  | –                  | 9               | 0,0             |
|                            | f.NEP                      | –                  | –                  | 17              | 0,0             |
|                            | NATURGESETZ                | –                  | –                  | 24              | 0,1             |
|                            | BFB                        | –                  | –                  | 31              | 0,1             |
| Holger Diehl               | PBC                        | 74                 | 0,2                | 57              | 0,2             |
|                            | STATT Partei               | –                  | –                  | 22              | 0,1             |

## Wahl 1991
| Gegenstand der Nachweisung | Gegenstand der Nachweisung | Wahlkreis- stimmen | Wahlkreis- stimmen | Landes- stimmen | Landes- stimmen |
| Bewerber                   | Partei                     | Anzahl             | %                  | Anzahl          | %               |
| -------------------------- | -------------------------- | ------------------ | ------------------ | --------------- | --------------- |
| Wahlberechtigte            | Wahlberechtigte            | 61.110             | 100,0              | 61.110          | 100,0           |
| Wähler                     | Wähler                     | 42.993             | 70,4               | 42.993          | 70,4            |
| Ungültige Stimmen          | Ungültige Stimmen          | 974                | 2,3                | 804             | 1,9             |
| Gültige Stimmen            | Gültige Stimmen            | 42.019             | 100,0              | 42.189          | 100,0           |
| davon                      |                            |                    |                    |                 |                 |
| Karl-Winfried Seif         | CDU                        | 22.964             | 54,7               | 22.470          | 53,3            |
| Hildegard Pfaff            | SPD                        | 15.573             | 37,1               | 14.691          | 34,8            |
| Senta Seip                 | GRÜNE                      | 1.757              | 4,2                | 2.243           | 5,3             |
| Klaus Schmidt-Strunk       | F.D.P.                     | 1.588              | 3,8                | 1.957           | 4,6             |
|                            | REP                        | –                  | –                  | 458             | 1,1             |
|                            | DIE GRAUEN                 | –                  | –                  | 217             | 0,5             |
|                            | ÖDP                        | –                  | –                  | 67              | 0,2             |
| Wolfgang Fahnert           | PBC                        | 137                | 0,3                | 86              | 0,2             |

## Wahl 1987
|                   | Partei            | Anzahl | %     |
| ----------------- | ----------------- | ------ | ----- |
| Wahlberechtigte   | Wahlberechtigte   | 59.422 | 100,0 |
| Wähler            | Wähler            | 48.516 | 81,6  |
| Ungültige Stimmen | Ungültige Stimmen | 617    | 1,3   |
| Gültige Stimmen   | Gültige Stimmen   | 47.899 | 100,0 |
| davon             |                   |        |       |
| Heribert Reitz    | SPD               | 17.409 | 36,3  |
| Wolfgang Ibel     | CDU               | 24.984 | 52,2  |
| Jürgen Distler    | F.D.P.            | 2.582  | 5,4   |
| Jutta Gabriel     | GRÜNE             | 2.834  | 5,9   |
| Marita Salm       | DKP               | 90     | 0,2   |

## Wahl 1983
|                   | Partei            | Anzahl | %     |
| ----------------- | ----------------- | ------ | ----- |
| Wahlberechtigte   | Wahlberechtigte   | 57.988 | 100,0 |
| Wähler            | Wähler            | 49.380 | 85,2  |
| Ungültige Stimmen | Ungültige Stimmen | 621    | 1,3   |
| Gültige Stimmen   | Gültige Stimmen   | 48.759 | 100,0 |
| davon             |                   |        |       |
| Wolfgang Ibel     | CDU               | 23.506 | 48,2  |
| Heribert Reitz    | SPD               | 20.724 | 42,5  |
| Harald Müller     | GRÜNE             | 1.818  | 3,7   |
| Jürgen Distler    | F.D.P.            | 2.485  | 5,1   |
| Friedrich Hamm    | DKP               | 82     | 0,2   |
| Bertram Stenzel   | LD                | 144    | 0,3   |

## Bisherige Wahlkreissieger
Direkt gewählte Abgeordnete des Wahlkreises Limburg-Weilburg I (bis 1982, Limburg-Weilburg-West) waren:
| Jahr | Direktkandidat     | Partei | Stimmen in % |
| ---- | ------------------ | ------ | ------------ |
| 2023 | Christian Wendel   | CDU    | 43,6         |
| 2018 | Joachim Veyhelmann | CDU    | 34,3         |
| 2013 | Joachim Veyhelmann | CDU    | 51,2         |
| 2009 | Helmut Peuser      | CDU    | 52,1         |
| 2008 | Helmut Peuser      | CDU    | 50,6         |
| 2003 | Helmut Peuser      | CDU    | 65,8         |
| 1999 | Helmut Peuser      | CDU    | 59,9         |
| 1995 | Helmut Peuser      | CDU    | 54,0         |
| 1991 | Karl-Winfried Seif | CDU    | 54,7         |
| 1987 | Wolfgang Ibel      | CDU    | 52,2         |
| 1983 | Wolfgang Ibel      | CDU    | 48,2         |
| 1982 | Wolfgang Ibel      | CDU    | 54,3         |